# Subaru Impreza WRC

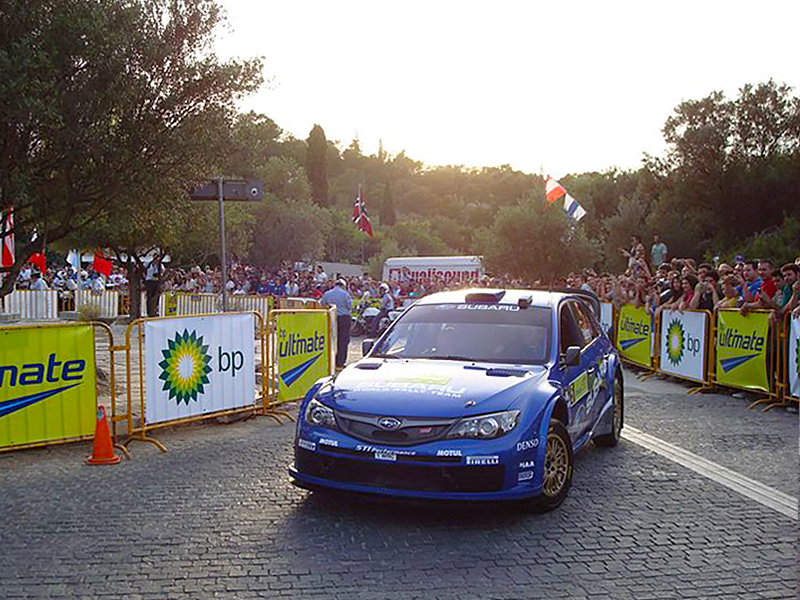
Petter Solberg com o modelo 2008 do Impreza WRC no Rali da Acrópole

Subaru Impreza WRC é o carro utilizado pela Subaru World Rally Team no Campeonato Mundial de Rali a partir do ano de 1997. É uma versão do Subaru Impreza WRX STI modificado para as especificações World Rally Car da FIA.

## História
A partir do campeonato de 1997, as especificações de veículos do Grupo A para o campeonato mundial de rali foram substituídas pela especificação World Rally Car, que permitia maiores modificações à versão de competição que as antigas regras, incluindo a largura do veículo, a geometria da suspensão, aerodinâmica, capacidade do intercooler e modificações ao motor. A maior liberdade de desenvolvimento resultou no modelo "WRC97", com um comando da válvulas, cilindros e câmara de combustão modificados. A largura do veículo aumentou para 1.770 mm com uma suspensão revisada e aumento de potência para 300 hp em 5500rpm e torque de 347 lb ft.

## Galeria
- Inscrição do primeiro Impreza WRC de 1997
- Impreza WRC 2000
- Impreza WRC 2001
- Impreza WRC 2004
- Impreza WRC 2005
- Impreza WRC 2006
- Impreza WRC 2007
- Impreza WRC 2008